# Thomas J. Geary

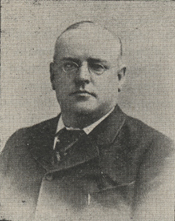
Thomas J. Geary

Thomas J. Geary (* 18. Januar 1854 in Boston, Massachusetts; † 6. Juli 1929 in Santa Rosa, Kalifornien) war ein US-amerikanischer Politiker. Zwischen 1890 und 1895 vertrat er den Bundesstaat Kalifornien im US-Repräsentantenhaus.

## Werdegang
Im Jahr 1863 zog Thomas Geary mit seinen Eltern nach San Francisco, wo er die öffentlichen Schulen besuchte. Nach einem anschließenden Jurastudium am St. Ignatius College und seiner 1877 erfolgten Zulassung als Rechtsanwalt begann er in Petaluma in diesem Beruf zu arbeiten. Im Jahr 1882 zog er nach Santa Rosa. Zwischen 1883 und 1884 war Geary Bezirksstaatsanwalt im dortigen Sonoma County. Danach praktizierte er wieder als privater Rechtsanwalt. Gleichzeitig schlug er als Mitglied der Demokratischen Partei eine politische Laufbahn ein. Nach dem Rücktritt des Abgeordneten John J. De Haven wurde er bei der fälligen Nachwahl für den ersten Sitz von Kalifornien als dessen Nachfolger in das US-Repräsentantenhaus in Washington, D.C. gewählt, wo er am 9. Dezember 1890 sein neues Mandat antrat. Nach zwei Wiederwahlen konnte er bis zum 3. März 1895 im Kongress verbleiben. Im Jahr 1894 wurde er nicht bestätigt.
Nach dem Ende seiner Zeit im US-Repräsentantenhaus arbeitete Geary wieder als Anwalt. Im Jahr 1900 ging er nach Nome im Alaska-Distrikt. 1902 kehrte er nach San Francisco zurück; im folgenden Jahr ließ er sich endgültig in Santa Rosa nieder. In diesen Orten war er jeweils als Rechtsanwalt tätig. 1923 zog sich Thomas Geary in den Ruhestand zurück. Er starb am 6. Juli 1929 in Santa Rosa, wo er auch beigesetzt wurde.